# 印度—馬爾代夫關係
印度－馬爾代夫關係，是指印度共和國和馬爾地夫共和國之間的雙邊關係。兩國在經濟和軍事上的合作關係友好而密切；印度協助維護馬爾代夫的國家安全，並在印度洋建立了戰略利益聯盟。

## 背景
馬爾代夫為一印度洋島國，位於印度的南方；兩國自1966年馬爾代夫脫離英國統治後建交，此後印度和馬爾代夫建立了密切的軍事、經濟和文化關係。印度一直支持馬爾代夫不干涉區域問題的政策，亦向後者提供友誼援助，更是馬爾代夫的最大貿易合作夥伴。兩國均簽署了南亞自由貿易協定，亦有保持高層接觸及磋商地區問題。

## 經貿關係
印度向馬爾代夫提供了大額經濟援助，並協助該國開發基礎建設和勞動力資源，兩國亦在衛生、民航、教育、電信等範疇有合作：例如印度在它馬爾代夫首都馬累援建了英迪拉·甘地紀念醫院，又向在印度留學的馬爾代夫學生提供獎學金。印度國家銀行也向馬爾代夫提供了500多萬美元援助。
在2006年，印度到馬爾代夫的出口總值為38.4億盧比 ，馬爾代夫到印度的出口總值則為6000萬盧比。兩國曾宣布計劃在漁業和食品加工業（吞拿魚加工）上共同合作。

## 軍事關係
印度在馬爾代夫有駐軍。2006年4月，印度海軍向馬爾代夫國防軍屬下的馬爾代夫海岸警衛隊贈送了一艘長46米的蒂蘭強號快速攻擊艦。
2023年11月18日，馬爾代夫新任總統穆罕默德·穆伊祖就任第二天，正式要求部署在馬爾代夫的印度軍隊撤離。總統辦公室發佈聲明指出，穆伊祖接見前來致賀的印度地球科學部長基倫·裡吉朱（Kiren Rijiju）時，正式要求印度政府撤離派駐在馬爾代夫的軍事人員。據報導，若干印度軍事人員駐紮在馬爾代夫，協助當地士兵使用及維護印度提供的3架直升機和巡邏機，主要用於運送急症病患至印度治療及巡邏經濟海域。穆伊祖在會談中表示印度所支援的直升機在醫療後送方面發揮重要作用，但認為部署外國軍事人員有損馬爾地夫的主權。
2024年2月18日，馬爾代夫總統穆罕默德·穆伊祖表示，馬爾代夫和印度簽署了協議，第一批印度軍事人員於3月10日前離開，其餘的印度軍事人員於5月10日之前離開。